# Abdoulaye Méïté
Abdoulaye Méïté   (19è districte de París, 6 d'octubre de 1980) és un exfutbolista ivorià de la dècada de 2000.
Fou internacional amb la selecció de futbol de Costa d'Ivori amb la qual participà en la Copa del Món de futbol de 2006.
Pel que fa a clubs, destacà a Bolton Wanderers FC i West Bromwich Albion FC.